# Laguna Quilo
La laguna Quilo es un cuerpo de agua superficial chileno ubicado en el extremo norte de la Isla Grande de Chiloé, Región de Los Lagos. 

## Historia
Luis Risopatrón lo describe brevemente en su Diccionario Jeográfico de Chile de 1924 al afluente y emisario de la laguna, el río Quilo:: 738 
Quilo (Rio) 41° 54' 73° 57' Es de corto curso i caudal, corre al NW i se vácia en el rincón S W del golfo de Quetalmahue. 62, i, p. 14; i 156.

## Población, economía y ecología
Una zona con un área de 282 hectáreas de la desembocadura del río Quilo ha sido declarada santuario de la naturaleza de Chile por decreto n° 21 del 2021.